# John Merryweather
John William Merryweather (Aruba, 25 mei 1932 – aldaar, 24 september 2019) was een Arubaans politicus en de eerste gevolmachtigde minister van Aruba in Den Haag. Daarnaast was hij de eerste vertegenwoordiger van Aruba in de Rijksministerraad van het Koninkrijk der Nederlanden.

## Leven
Merryweather, zoon van een Britse vader en een Arubaanse moeder, bezocht de middelbare school in Jamaica en het Verenigd Koninkrijk. Hij studeerde aan de universiteit van Loughborough in het Verenigd Koninkrijk en vervolgens in de V.S., waar hij zich bekwaamde in landschaparchitectuur.
Zijn loopbaan ving aan in 1952 met een functie in de oliesector. Van 1961 tot 1975 was hij hoofd plantsoenendienst bij de dienst openbare werken op Aruba en Curaçao. In 1974 ging hij als coördinator speciale projecten voor het bestuurscollege Aruba werken. Van 1978 tot 1984 werd hij op het Arubaans toeristenbureau in Aruba geplaatst als staffunctionaris. Hierna trad hij in dienst van de landsregering en was werkzaam op het Antillenhuis te Den Haag. 
In 1983 sloot hij zich aan bij de PPA en fungeerde als secretaris-generaal van de partij van 1983 tot 1984. Na de eilandsraadverkiezingen werd hij lid van de Eilandsraad voor de PPA, doch nam op 14 mei 1984 ontslag. Met ingang van haar autonome status op 1 januari 1986 kreeg Aruba een officiële vertegenwoordiging in Den Haag, los van het Antillenhuis. 
Bij de formatie van het eerste kabinet Henny Eman werd Merryweather, namens de PPA, voorgedragen voor de post van gevolmachtigde minister. Op 13 januari 1986 legde Merryweather de eed af in handen van Gouverneur Felipe Tromp. Hij kreeg als voornaamste opdracht een kabinet voor zijn ambt in te richten en het autonome land Aruba in Nederland op de kaart te zetten. Toen in januari 1987 het vertrouwen werd opgezegd in de PPA-minister, Benny Nisbet, kon Merryweather desondanks aanblijven met steun van de AVP.
Na de beëindiging van zijn ambtstermijn op 11 februari 1989 werd Merryweather benoemd tot hoofd van het Arubaans verkeersbureau in Europa, met kantoor in het Arubahuis. Bij de verkiezingen 1989 sloot hij zich aan bij de nieuwe partij PPN als lijstduwer. Merryweather keerde enkele jaren later terug naar Aruba.
Op maatschappelijk terrein was Merryweather actief en stond bekend als organisator. In de periode tussen 1960 en 1980 bekleedde hij diverse bestuursfuncties, waaronder die van voorzitter van de Arubaanse Oranjevereniging. Als Arubaanse vertegenwoordiger in de Stichting Nationale Parken Nederlandse Antillen (STINAPA) ijverde hij voor de bescherming van de indianentekens in de grotten van Ayo en Fontein en voor behoud van dit erfgoed voor het toerisme. In 1972 verscheen van zijn hand het boek "A pictorial résumé of the natural, historical and cultural monuments of Aruba". Onder zijn voorzitterschap van de voetbalclub RCA (1962-1965, 1967-1969, 1980-1981) en de Arubaanse Voetbal Bond (1965-1966) haalde hij de voetbalclubs Ajax, Feyenoord en Arsenal naar Aruba. Hij zette zich in voor de ontwikkeling van jong voetbaltalent en de deelname van Arubanen in de Antilliaanse voetbalselecties. Na zijn aftreden werd hij benoemd tot erelid van RCA, welke club sedert 2013 jaarlijks op Koningsdag een toernooi voor jongeren (4-15 jaar) organiseert onder de naam de "John Merryweatherbeker". 
Merryweather werd geëerd met de benoeming tot ridder in de Orde van Oranje-Nassau (1983) en ridder in de Orde van de Nederlandse Leeuw (1990). 